# 劉明電
劉明電（1901年6月27日—1978年8月28日），日治時期台南人，早年負笈東瀛留學，後赴德深造，昭和二年 (1927年) 獲哲學博士學位後曾赴莫斯科馬恩研究所協助馬克思文獻編撰，一年半後返台，是台灣第一位專攻馬克思主義的學者。支持農民抵抗殖民壓迫，1930年返台從事社會運動，參與創立《臺灣新民報》並任取締役，及嘉南大圳會議的常任委員，1935年深耕犁事件遭日本當局羈押，攜眷離台旅日，1939年參加推動反對「台灣米穀移出管理法案」，與吳三連、楊肇嘉被稱為「米管案三勇士」，二二八事件發生後，劉明電譴責中國國民黨，並開始與中共人士接觸，經常赴中國，被依附匪罪名將其財產充公，直到1978年客死日本都未曾再返回故鄉台灣。

## 生平
劉明電出身柳營劉家，1901年生於日治台南查畝營庄，早年負笈日本留學，先後在京都同志社中學、東京外語專科學校德文科 (現今東京外語大學) 就讀。大正九年 (1920年) 赴德，入柏林洪堡大學與海德堡大學深造，昭和二年 (1927年) 獲哲學博士學位後曾赴莫斯科馬恩研究所協助馬克思文獻編撰，一年半後返台，是台灣第一位專攻馬克思主義的學者。
劉明電的父親劉神嶽曾協辦鹽水製糖會社，擁有糖廠股份，與日本當局關係良好，有許多土地，成為柳營當地望族。其兄劉明朝也是首位在日本總督府擔任文官的台灣人，受社會主影響劉明電的政治立場與家族迥異，反而傾向受壓迫的農民與反抗殖民統治，大正十年(1921年) 繼承父親劉神嶽的遺產有大筆土地、鹽水港製糖會社部分股權， 以及劉家洋樓成為地主。但昭和五年(1930年)劉明電卻以地主身分參與農民組合的活動，批判日本人在台灣不合理的糖業殖民政策，即知名的「深耕犁事件」，稻作收割後可種植豆類等作物，是農民增加收入的來源，而種植甘蔗必須使用深耕，深耕將不利轉水稻種植，且耕作時間長無法做其他用途，因此農民多半不會將所有田地種植甘蔗，製糖會社為了增加原料，要求農民採用輪耕方式，農民不願配合，1935年1月12日鹽水製糖會社以深耕犁鋤耕毀損農作物，引發農民抗議。日本當局警察將手無寸鐵的農民及在場旁觀的民眾，甚至是幼齡兒童都逮捕拘留達11日，劉明電雖係鹽水製糖會社股東，卻以地主身分到場關切而一併遭到逮捕及羈押。
1935年舉家離台旅日，1939年由留日長期研究台灣米穀政策的吳三連撰寫並署名劉明電出版《臺灣米穀政策の檢討》一書反對「台灣米穀移出管理法案」，與吳三連、楊肇嘉被稱為「米管案三勇士」。
1947年228事件發生，劉明電的親友陳炘，王育霖及林茂生等人皆不幸遇害，劉明電與友人楊春松、謝溪秋、甘文芳聯手寫信給總統蔣介石，表達強烈的抗議要求嚴懲陳儀，並開始與中共郭沫若、廖承志等人公開來往，1948年10月16日日本東京成立親中共之統一戰線團體「華僑民主促進會」，劉明電擔任第一任會長，公開支持中國解放，影響日本僑界之態度，隔年7月，「華僑民主促進會」第二屆會員代表大會上選出甘文芳為會長，劉明電與楊春松為顧問，1949年9月中國共產黨召開新政協會議，15位僑外民主人士代表，劉明電即為日本僑界代表，雖未參加，劉明電仍獲提名當選中華人民共和國第二屆全國政協委員。
中華人民共和國成立後，劉明電經常前往中國，提議在日本成立親中共的「台灣和平促進會」，1958年由於劉明電的立場被國民政府視為附匪而將其在台灣的財產充公，國民政府當局請蔡培火多次促其返國，請其返國支持政府將歸還其財產，沒收後費時四年才變賣完畢，共得新臺幣三九一萬五四五七元，另有法定孳息(股息、紅利、地租等)二〇七萬三〇三七元，總數逼近六百萬元。
晚年，在日本鮮少參與活動，大多在家過著讀書寫詩的孤寂日子，1978年病逝日本。身後藏書與書信捐贈予中國，現存於中共中央黨史和文獻研究院。

## 著作
1940《臺灣米穀政策の檢討》。東京：岩波書店。
1950〈「台湾上陸」〉（與干恩洋対談），《日本評論》，卷25，號4，頁103-108。
1965〈「台湾人」は民族として存在するか : アメリカの新植民地主義政策と「独立派」の謬論〉，《アジア経済旬報》 (609), 8-17, 1965-04-21。
1972〈"台灣民族"は存在するか〉，《日中》，3巻12號， 7-14頁。 
1973〈台湾の漢族住民の中国統一への運動と思想についての史的考察(1)〉，《日中》，3巻12号，35-47頁。
1974〈台湾の漢族住民の中国統一への運動と思想についての史的考察(2)〉，《日中》，4巻1号，43-51頁。
1974〈台湾の漢族住民の中国統一への運動と思想についての史的考察(3)〉，《日中》，4巻2号，43-52頁。
1974〈愛国主義と中国の詩人－陸游と謝渓秋（台湾出身）の詩風〉，《日中》，4巻4号，1-16頁。